# دعاء الكروان (رواية)
دعاء الكروان رواية لطه حسين نشرت عام 1934. كتب طه حسين في مقدمة الكتاب إهداء للكاتب عباس العقاد. استوحى الشاعر اللبناني خليل مطران قصيدة من أجواء الرواية. ترجمت الرواية إلى اللغة الفرنسية عام 1949. حولت الرواية إلى فيلم سينمائي عام 1959 من إخراج هنري بركات، وقد شارك طه حسين بصوته في نهاية الفيلم.